# Football Club Seattle Storm
Il Football Club Seattle Storm è stata una società di calcio statunitense, con sede a Seattle, nello stato di Washington.

## Storia
La squadra venne fondata nel 1984 con il nome di Football Club Seattle e nel primo anno di attività giocò solo incontri amichevoli. L'anno seguente la squadra venne iscritta alla Western Soccer League. Primo presidente del club al suo passaggio al professionismo fu Jack Brand, che aveva chiuso la sua carriera proprio tra le file degli Storm. Nel 1986 la società assume il nome di Football Club Seattle Storm.
Nella stagione 1988, dopo aver vinto il campionato regolare, si impose anche nella finale dei play-off, battendo in finale i S.J. Earthquakes. Nel 1990 la WSL si unì alla American Soccer League per dare origine alla American Professional Soccer League. Nella stagione 1990 gli Storm non riuscirono a superare la propria divisione di Conference. Dopo la stagione 1990 la squadra chiuse i battenti.
Nel 1992 il vecchio allenatore degli Storm Stuart Lee acquisisce i diritti della squadra e la iscrive alla canadese Pacific Coast Soccer League, lega nella quale la rinata società milita sino al 1995, anno del definitivo scioglimento della società.

## Allenatori
- 1984  Tom Jenkins
- 1985  Jimmy Gabriel
- 1987-1989  Tom Jenkins
- 1990  Stuart Lee
- 1993-1995  Stuart Lee

## Palmarès
- Western Soccer League: 1

1988